# Helonias
- Commons
- Wikispecies

Helonias L. é um género botânico pertencente à família Melanthiaceae.

## Espécies
- Helonias asphodeloides
- Helonias bullata
- Helonias orientalis
- Helonias tenax
- «Lista completa»

## Classificação do gênero
| Sistema | Classificação                    | Referência               |
| ------- | -------------------------------- | ------------------------ |
| Linné   | Classe Hexandria, ordem Trigynia | Species plantarum (1753) |